# Pico Agudo (Sapopema)
O Pico Agudo é uma elevação localizado no Vale do Rio Tibagi, no município brasileiro de Sapopema, no Paraná. É um dos pontos mais altos da região norte do Paraná e situa-se num conjunto de montanhas chamado de Serra dos Agudos.
A serra já era conhecida e mencionada em mapas no século XVII, originada em registros de jesuítas espanhóis. Os primeiros relatos em referência a esta montanha remontam a 1840, época em que teria sido visitado pelo cartógrafo norte americano John Henry Elliot, acompanhado por Francisco Lopes, ambos a serviço do Barão de Antonina, durante a exploração dos remotos sertões do Tibagi, à época habitada apenas pelos indígenas. A montanha era denominada como Ybianji (Monte Ybiangi) na língua nativa dos índios kaingangs conhecida como "terra levantada". O geólogo Reinhard Maack foi um dos primeiros a explorar a região, que fez diversos estudos e um levantamento geológico no vale, identificando a existência do pico entre os anos de 1920 e 1930.
O pico tem cerca de 1.100 m de altitude e está situado no Assentamento São Luiz II, próximo a Usina Hidrelétrica Mauá, estando dentro das propriedades da Fazenda denominada "In-Nhó-Ó", podendo ser acessado pelo Distrito de Lambari. O cume fica cerca de 30 km do centro da cidade de Sapopema, que pode ser acessada pela rodovia PR-090 (Rodovia do Cerne).
Para se chegar a elevação é preciso percorrer uma trilha de 3,5 km de distância de dificuldade média/alta. Ao escalar o pico é possível avistar panoramicamente o vale e as corredeiras do rio Tibagi. É uma das atrações turísticas da região, fazendo divisa territorial com os municípios de Ortigueira e São Jerônimo da Serra. Na região também está localizada a Serra Grande, o Morro do Taff e o Parque Estadual do Penhasco Verde. A região faz parte da transição entre o segundo e o terceiro planalto paranaense.